# Model "Kübler-Ross"
Model Kübler-Ross, bolje poznat kao Pet stadija žalovanja ili Pet stadija suočavanja sa smrću, žalovanjem ili gubitkom, teorija je koju je predstavila Elisabeth Kübler-Ross u svojoj knjizi O smrti i umiranju koja je bila inspirirana njezinim radom s terminalnim bolesnicima. Knjiga navodi pet temeljnih faza koje čovjek prolazi u razdoblju žalovanja. Model je promijenio način kojim se medicinska struka odnosila prema terminalnim bolesnicima i danas je općeprihvaćen.

## Nastanak modela
Kübler-Ross je smatrala da postoji veliki nedostatak sadržaja vezanog uz smrt i umiranje na medicinskim fakultetima te je stoga, kada je postala asistent na Medicinskom fakultetu Sveučilišta u Chicagu, započela program o smrti. Program se razvio u niz seminara, te su ta predavanja zajedno s njenim prijašnjim istraživanjima dovela do stvaranja knjige. 
Prvotno je teoriju bila bazirala samo na terminalnim bolesnicima, ali je kasnije shvatila da se može primijeniti na bilo koje iskustvo gubitka i proces žalovanja kao što su smrt voljene osobe, razvod, ovisnost, prekid veze i slično. Također je izjavila da stadiji ne moraju biti potpuni niti da se moraju odvijati navedenim kronološkim redom, isto tako da čovjek ne mora proći kroz sve stadije. Zapravo je reakcija na bolest, smrt ili gubitak jedinstvena kao i sama osoba koja ju doživljava, a neki ljudi mogu zapeti u jednom od stadija. 

## Stadiji
1. Negiranje – Ma dobro mi je. Ovo se sigurno ne događa, ne meni. Za najveći broj ljudi ovo je kratkotrajni obrambeni mehanizam, nakon čega slijedi shvaćanje vrijednosti i pojedinaca koje ćemo ostaviti nakon smrti. Negiranje može biti svjestan ili nesvjestan način prihvaćanja neke informacije ili ozbiljnosti i realnosti neke situacije. U nekih ljudi negiranje traje duže vrijeme i mogu zapeti na ovom stadiju.
2. Ljutnja – Zašto ja? Nije pošteno! Kako se to meni moglo dogoditi? Tko je kriv? Kada čovjek prijeđe u drugi stadij najčešće shvaća da s negiranjem ne može dalje nastaviti. Zbog pogrešno usmjerenih osjećaja bijesa i ljubomore u ovoj fazi poprilično je teško brinuti se za pojedinca. Sama ljutnja se može izraziti na više različitih načina; ljudi mogu biti ljuti na sebe, druge, a pogotovo na najbliže. Zato je važno ne osuđivati i ne shvaćati osobno ljutnju osobe koja je u ovom stadiju žalovanja.
3. Pogodba/pregovaranje – Učinit ću bilo što za još malo vremena; dat ću sve što imam ako...  Treći stadij započinje s nadom pojedinca u to da nekako može odgoditi smrt. Uglavnom se pogodba za produženje života odvija s nekom višom silom u zamjenu za potpunu promjenu načina života. Psihološki, čovjek zapravo govori da zna da će umrijeti ali žudi za više vremena. Ljudi koji se suočavaju s manje ozbiljnim problemima često traže i sklapaju kompromise npr. možemo li i dalje biti prijatelji?
4. Depresija – Toliko sam tužan, zašto bi se uopće trudio? Nema smisla. Ionako ću brzo umrijeti. Nedostaje mi, kako ću dalje bez njega/nje? Tijekom četvrtog stadija čovjek počinje shvaćati sigurnost smrti. Posljedično nakon shvaćanja ljudi se povlače u sebe, budu tihi, prestanu primati posjete i uglavnom žaluju i plaču. Ljude se u ovoj fazi ne preporučuje pokušavati razveseliti jer je prolazak kroz ovaj stadij žalovanja bitan zbog ispravnog procesuiranja emocija. Depresija se može smatrati probom za ono što dolazi poslije. Uobičajen je osjećaj tuge, žaljenja, straha i nesigurnosti tijekom ovog stadija jer to znači da je čovjek počeo prihvaćati situaciju.
5. Prihvaćanje – Sve će biti u redu; kad se ne mogu boriti protiv toga, mogu se bar pripremiti. U posljednjem stadiju čovjek se miri sa situacijom, svojom smrtnošću ili onom bližnjeg. Ovaj stadij varira ovisno o situaciji u kojoj se čovjek nalazi. Često se dogodi da ljudi koji umiru stignu do stadija prihvaćanja znatno prije od ljudi koje za sobom ostavljaju.

## Primjena modela

### Žalovanje kod djece tijekom razvoda
1. Negiranje - djeca osjećaju potrebu vjerovati da će roditelji promijeniti mišljenje i da će se pomiriti.
2. Ljutnja - osjećaju potrebu da nekoga okrive za svoju žalost i gubitak npr. "Mrzim što nas tata ostavlja".
3. Pogodba - djeca osjećaju kao da bi mogli promijeniti situaciju ako ponude neki kompromis koji im pomaže da se fokusiraju na pozitivnu stranu, a manje na negativnu tj. na tugu koju će osjetiti nakon razvoda. npr. "Ako obavim sve zadatke možda mama neće ostaviti tatu".
4. Depresija - osjećaj tuge koju dijete doživi kada shvati da ne postoji ništa što mogu napraviti da bi spriječili razvod. Roditelji trebaju djeci dopustiti ovaj proces žalovanja jer inače pokazuju kako se ne mogu nositi sa situacijom, npr. "Žao mi je što ne mogu popraviti ovu situaciju za tebe."
5. Prihvaćanje - ovaj stadij ne znači nužno da je dijete opet sretno, već je on zapravo prelazak preko depresije i početak prihvaćanja rastave. Što prije roditelji krenu dalje, prije će i djeca shvatiti realnost situacije.

### Žalovanje nakon prekida
1. Negiranje - osoba s kojom se prekida ne može povjerovati da je veza zapravo gotova. Čest je potez telefoniranje bivšeg partnera.
2. Ljutnja - kada osoba shvati da je veza gotova, zahtijevaju razlog prekida. U ovom stadiju osoba smatra da se bivši partner ne ponaša pravedno, stoga mogu biti bijesni i na ljude koji ima pokušavaju pomoći.
3. Pogodba - nakon ljutnje, pokušat će se nagoditi s bivšim partnerom obećavajući kako se ono što je uzrokovalo prekid neće više ponoviti. "Mogu se promijeniti. Samo mi daj priliku."
4. Depresija - ako pogodba s partnerom ne uspije, uglavnom započinje obeshrabrenje i manjak samouvjerenja što je, zapravo, početak stadija depresije i može dovesti do manjka sna, apetita te čak prekid svakodnevnih obveza - apatija.
5. Prihvaćanje - osoba prihvaća da je veza gotova, da povodom toga ne može ništa poduzeti i nastavlja dalje sa svojim životom. Iako se možda osoba nije u potpunosti pomirila sa situacijom, u stadiju je gdje je sposobna prihvatiti realnost situacije.

### Žalovanje u ovisnosti
1. Negiranje - Osoba uopće nema dojam da ima problem s alkoholizmom ili uporabi droga. Čak iako osjećaju da možda postoji problem, smatraju da imaju potpunu kontrolu nad njim i da mogu prestati koristiti alkohol ili drogu kad god žele. "Ne moram piti ako ne želim, mogu prestati kad god hoću."
2. Pogodba - kroz ovaj stadij ovisnik prolazi kada pokušava nekoga uvjeriti da će prestati ako dobiju nešto zauzvrat ili ako ih netko izbavi iz nevolje. "Bože, više nikad neću to koristiti samo ako me izbaviš iz ove nevolje."
3. Ljutnja - osoba se uzrujava kada shvati da imaju bolest ili su ljuti jer više ne mogu koristiti drogu. "ovo nije fer, premlad sam da bih imao ovaj problem."
4. Depresija - tuga i beznađe su važni dijelovi tugovanja i najveći broj ovisnika prolazi kroz ovu fazu kada prestanu uzimati drogu.
5. Prihvaćanje - priznanje da imaju problem je drugačije nego prihvaćanje da imaju problem. Priznanje se uglavnom dogodi u stadiju pogodbe, a prihvaćanje započinje tek kada čovjek krene rješavati problem.

### Komunikacija tijekom žalovanja
Kroz svoja djela i riječi ljudi koji žaluju iskazuju svoje emocije. Kübler-Ross model naglašava komunikaciju. Smatra se da se osoba koja tuguje i prolazi kroz spomenute stadije zapravo osvrće na svoj život, bolest i na blisku smrt. Kada doktor i pacijent raspravljaju i razgovaraju o ovim osjećajima, pacijentu je puno lakše doživjeti mirnu smrt. Zato je ovaj model koristan i liječnicima jer olakšava interakciju s osobama koje tuguju i olakšava njihovo vođenje kroz stadije.

## Značajnosti

### Značajnost kulturne raznolikosti
Pojedinačan pristup smrti povezan je s individualnim shvaćanjem života i njegove svrhe. Istraživanje na 160 ljudi s manje od mjeseca života pokazuje da su se oni koji osjećaju da razumiju svrhu svog života ili mu pridaju posebno značenje suočavali sa zadnjim tjednima svojih života s puno manje straha i očaja. U ovoj i sličnim istraživanjima dokazano je da je duhovnost pomogla u suočavanju s depresijom.

### Epistemološka značajnost
Epistemološka istraživanja, istraživanja o procesu učenja, kažu da proces žalovanja na mnogo načina sliči osnovnim mehanizmima integriranja novih informacija koje dolaze u konflikt s prijašnjim vjerovanjima. "Sva istina prolazi kroz tri faze. U početku je ismijana, nakon čega joj se čovjek jako protivi i na kraju je prihvaćena kao nešto očito." kaže Arthur Schopenhauer o procesu učenja, koji odgovara ovim fazama žalovanja. Ismijavanje je zapravo negiranje, protivljenje je faza ljutnje i pogodbe, a prihvaćanje je faza depresije i shvaćanja. Intenzitet emocija se povećava i smanjuje, dok sa znanjem idemo natrag-naprijed sve dok pojedinac ne bude zadovoljan s načinom na koji je integrirao novu informaciju.

## Kritike
Opsežna znanstvena istraživanja Georgea Bonannoa pokazuju da Kübler-Rossini stadiji žalovanja ne postoje. Bonannova istraživanja pokazuju da većina ljudi koja dožive gubitak ne žaluju, pa tako ni ne postoje faze žaljenja. U njegovoj knjizi The Other Side of Sadness: What the New Science of Bereavement Tells Us About Life After a Loss sažeta su istraživanja na tisućama subjekata koja su vođena preko dva desetljeća. Njegova otkrića kažu da je prirodna otpornost glavna komponenta žalovanja i reakcija na bilo kakvu traumu. Bonannov rad je pokazao kako je nedostatak tugovanja ili simptoma traume zapravo zdrav ishod, a ne nešto od čega treba strahovati.
Istraživanje Yale sveučilišta, vođeno od 2000. – 2003. godine, potvrdilo je neke hipoteze Kübler-Ross modela, dok je neke opovrgnulo. U istom časopisu je izašlo nekoliko pisama koja se ne slažu s ovim modelom. Magazin Skeptic je objavio rezultate Instituta za oporavak od žalovanja koja su opovrgnula stadije žalovanja u ljudi koji žaluju za preminulim bližnjima. Također su doveli u pitanje metode istraživanja jer je koristila samo intervjue kojima su trebali uslijediti razni drugi načini prikupljanja informacija. Prijedlog drugih metoda su bili bihevioralne studije i dnevnici koje bi vodili terminalni bolesnici. Smatra se da ova teorija više prepisuje tugu nego što ju zapravo opisuje, a budući da je teorija dosta poznata, ljudi možda osjećaju pritisak da prođu kroz sve faze umjesto da dopuste da im se one prirodno dogode. U Kübler-Ross modelu okolina u kojoj se pacijent nalazi nije uzeta u obzir jer se smatra da ako je pacijent okružen pozitivnim iskustvima potpuno drugačije doživljava situaciju.

## Ostali modeli
Charles A. Corr, socijalni psiholog i istraživač koji je htio pomoći njegovateljima i drugim istraživačima da se udalje od Kübler-Ross modela, naglašava individualne mehanizme. Njegov model se bavi činjenicom da ljudi mogu prihvatiti određene mehanizme suočavanja samo kako bi ih neposredno odbili. Osim toga, čovjek može pokušati više strategija iako one nisu kompatibilne. Ljudi se razlikuju po potrebama i po načinima na koji obavljaju zadatke pa tako i u mehanizmima suočavanja s tugom. Najvažnije, prema Corru, jest da model mora poštovati individualnost. Corr smatra da se veća važnost treba pridavati osnaživanju onih koji umiru, ali i onih koji njeguju terminalno bolesne.
Debbie Messer Zlatin prebacila je težište s načina na koji promatrač proživljava proces umiranja i pokušala dokučiti kako se umiruća osoba nosi sa svojom realnošću. Radila je intervjue s terminalno bolesnima u kojima su oni pokušali povezati priču svoje bolesti sa svojim životom, tzv. životne teme. Zahvaljujući istraživanjima koje je Zlatin provela sada se zna da postoji velika razlika između ljudi koji imaju i onih koji nemaju integrirane životne teme.
William McDougall, istraživač i osnivač socijalne psihologije, pisao je dnevnik o svojoj terminalnoj bolesti i tako dao intelektualni pristup temi. Nosio se sa svojom potrebom da izbjegne porast boli i da ostane u mentalnoj formi. Shvatio je da je intelektualno najviše inspiriran onda kada je bol najintenzivnija. Nije se puno osvrtao na emocije, ali je pokušao iskoristiti svoje znanje i vještine da integrira svoju smrt s obzirom na svoj pogled na sebe i svoj svijet. Ovaj pristup naglašava jedinstvenost jer je individualno centriran.
|  | Molimo pročitajte upozorenje o korištenju medicinskih informacija. Ne provodite liječenje bez savjetovanja s liječnikom! |